# Wason Rentería
Wason Rentería (Quibdó, Chocó, Colombia, 4 de julio de 1985) es un exfutbolista colombiano. Jugaba de delantero y se retiró en Guarani de Brasil. 
Es hermano de los también exfutbolistas Carlos Rentería y Robinson Rentería.

## Trayectoria

### Inicios
Entre sus antiguos clubes están el Sport Club Internacional, donde fue aceptado y ayudado por su presidente Luis Francisco Lagos, y el Boyacá Chicó donde hizo su debut profesional en el 2002.
Wason Rentería, fue adquirido por el grupo empresarial MSI que lidera el iraní Kia Joorabchian y que se ha conocido, tiene conexiones con los magnates rusos Román Abramóvich y Boris Berezovski. El grupo, que ha adquirido los pases de jugadores como los argentinos Carlos Tévez, Javier Mascherano, Lisandro López y Luis González se hizo de los derechos del juvenil colombiano.

### Internacional
Luego fue vendido al Internacional de Porto Alegre, ya que la posibilidad de ir a Europa no se concretó. Rentería fue la principal alternativa en el ataque del Internacional, marcó 4 goles en la Copa Libertadores 2006 y por una lesión no logró disputar la final del torneo continental, en la que su equipo se proclamaría campeón.
Aun así, su equipo se coronó campeón frente al São Paulo FC, que era el campeón defensor. Por su paso por el Internacional de Porto Alegre hizo 10 goles (6 por liga y 4 por Copa Libertadores) en 2 años.

### Porto
Luego fue fichado por FC Porto, donde jugó algunos partidos antes de ser cedido al Racing Estrasburgo.

### Sporting Braga
Posteriormente, se une a la plantilla del Sporting Braga, después de ser cedido por el FC Porto por segunda ocasión. Al término de la temporada 2008/2009 ficha con el Atlético Mineiro de Brasil. En enero de 2010 el club le anunció que no renovaría su préstamo por lo que salió de la nómina.

### Once Caldas
En el 2011, después de mucho esperar, la transferencia de su anterior equipo queda habilitado para jugar con el Once Caldas y en su debut marca dos goles, cumpliendo con una campaña destacada en el Torneo Apertura.

### Santos
Después, para el segundo semestre de 2011, fue transferido al Santos de Brasil, donde en junio del 2012 fue liberado.
Estuvo compartiendo vestuario con Neymar.

### Millonarios
Partió hacia Millonarios de Colombia. El 23 de octubre de 2012, cuando fue cedido por el Santos al club deportivo Los Millonarios tras finalizar su contrato a mediados del 2012, Wason Renteria anota de penal el gol 5000 en la historia de Millonarios, además de poner el 4 a 3 final en la serie (el 3 a 1 en el Campín), lo que llevaría al equipo "embajador" a la fase semifinal de la Copa Sudamericana.
Por su alto nivel mostrado en Millonarios, y por su forma de celebrar los goles (bailando), los hinchas del club "embajador" llaman al momento de él y del club como la "Wasonmanía". Frente al Grêmio de Porto Alegre, por el partido de vuelta de los cuartos de final de la Copa Sudamericana, anota su primer doblete en el club en la victoria 3 a 1 sobre los brasileños logrando el pase a las semifinales. 
Al finalizar el año, se corona campeón de la Liga Colombiana en el segundo semestre con el club azul con el cual también llega hasta las semifinales de la Copa Sudamericana 2012 siendo eliminados por el Club Atlético Tigre de Argentina. 
Para el año siguiente continuó en Millonarios a pesar de las ofertas que recibió de México, Argentina y Brasil. El inicio de año del club no fue bueno ya que perdieron la supercopa con Santa Fe por un global de 3 a 1 teniendo en los dos partidos un bajo nivel, igualmente en la Copa Libertadores donde anotó 1 gol en 5 juegos llegando a ser criticado por su nivel y perdiendo la titularidad con Jorge Perlaza y Yuber Asprilla. Debido a las lesiones de ellos recupera el puesto como titular y volviendo a mostrar su nivel pero solo llegó a anotar 6 goles en la liga en el primer semestre. 
Para el segundo semestre de ese año mejora su rendimiento marcando en la liga varios goles y siendo el goleador del club en la copa postobón 2013 con 7 goles no obstante siguió siendo criticado por la gran cantidad de ocasiones de gol que desperdicia. 
El 3 de diciembre de 2013, la junta directiva del club fue notificada de que el jugador no renovará su contrato.
Después de que se conociera su decisión de no querer renovar su contrato, no es convocado para jugar los últimos 2 partidos de los cuadrangulares semifinales con lo cual finalizó su etapa con el club azul con los que jugó 77 partidos y convirtió 31 goles.

### Racing
Luego de su paso por Millonarios, el 11 de enero en diálogo en Alargue Caracol (programa radial de Colombia) reconoció conversaciones con el equipo argentino Racing Club con el cual arregló su traspaso al fútbol argentino por seis meses a préstamo con opción de compra. A pesar de llegar como figura al club, no jugó las primeras fechas debido a que no reportó que usaba corticoides (sustancia considerada como dopaje) para tratar un problema respiratorio además de regresar a Colombia sin previo aviso para finiquitar el visado de su familia al país gaucho, aunque según el propio Wason recibió el aval del técnico Reinaldo Merlo para realizar el viaje. 
Luego de estos inconvenientes, cuando estaba incluido en la nómina de jugadores que jugarían frente al San Lorenzo de Almagro, en un entrenamiento sufrió un choque con un compañero, provocándole una lesión en la rodilla que lo desafectó de la convocatoria. Aunque el primer parte médico de Racing dio un esguince de rodilla, la lesión en el parte médico definitivo mostró que sufrió una lesión de ligamento cruzado anterior que lo dejaría por lo menos entre seis y ocho meses inactivo.
Finalmente jugó su primer partido ante Arsenal de Sarandí, siendo reemplazado por Gustavo Bou. Su segundo partido lo jugó ante Argentinos Juniors por la Copa Argentina 2013/14, en el que quedó eliminada de la Copa la Academia. Su tercer partido fue ante Olimpo de Bahía Blanca, en el que ingresó como suplente y jugó solo dos minutos.
El 14 de diciembre de 2014 se consagró campeón del Campeonato de Primera División 2014 con Racing Club, en el que el delantero jugó solo tres partidos sin convertir goles.

### La Equidad
Para el Finalización 2015 ficha por La Equidad Seguros, la noticia fue confirmada por un comunicado por parte del club.
Su debut se produciría el 12 de julio en la primera fecha contra Santa Fe donde su equipo perdería 4-0 y donde desperdiciaría un penal.

### Boyacá Chicó
En enero del 2016 vuelve al club donde debutó como profesional, el Boyacá Chicó con el que descendería a final de año.

### Tubarao
El 27 de noviembre de 2016 llega al Tubarão F. C. de Brasil para la temporada 2017. Debuta el 28 de enero en el empate a cero goles frente a CA Metropolitano por el Campeonato Catarinense. El 19 de febrero anota sus primeros dos goles con el club en el triunfo 2 a 0 sobre Joinville Esporte Clube siendo la figura del partido. Vuelve anotar doblete el 6 de marzo en la goleada 4 por 0 Almirante Barroso saliendo como la figura del partido. El 29 de marzo marca su primer hat-trick como profesional en la goleada 6 a 0 sobre el Internacional SC donde sale como la figura del partido y llegando a nueve goles en el Campeonato Catarinense.

### Guarani
El 11 de julio se confirma como nuevo jugador del Guarani Futebol Clube del Campeonato Brasileño de Serie B.

## Selección nacional
Rentería fue parte de la Selección Colombia Sub-20 que participó en el Sudamericano Sub-20 2005. Rentería llegó al equipo como un jugador más, pero después de demostrar su talento y su fútbol fluido se aseguró un puesto en la delantera junto a Hugo Rodallega, la otra sorpresa del torneo.
Colombia terminó en el primer lugar de la zona suramericana y clasificó al mundial de los Países Bajos. Tras la primera fase fue considerado una de las figuras destacadas de la Copa Mundial de Fútbol Juvenil de 2005. Pero en la segunda ronda Colombia se enfrentó con el eventual campeón del torneo Argentina.
Después de la eliminación del Mundial el director técnico de la selección de mayores lo convoca para disputar la Copa de Oro, hace su primera aparición en el equipo de mayores.

### Participaciones enSudamericano Sub-20
| Sudamericano Sub-20         | Sede     | Resultado |
| --------------------------- | -------- | --------- |
| Sudamericano Sub-20 de 2005 | Colombia | Campeón   |

### Participaciones enCopas del Mundo
| Mundial                     | Sede         | Resultado        | PJ | GA | Asis |
| --------------------------- | ------------ | ---------------- | -- | -- | ---- |
| Copa Mundial Sub-20 de 2005 | Países Bajos | Octavos de final | 4  | 1  | 0    |

### Participaciones enEliminatorias al Mundial
| Eliminatorias                           | Sede del Mundial       | Posición               | Resultado              | PJ | GA | Asis |
| --------------------------------------- | ---------------------- | ---------------------- | ---------------------- | -- | -- | ---- |
| Eliminatorias Mundial de Alemania 2006  | Alemania               | 6°lugar 24pts          | Eliminado              | 1  | 0  | 0    |
| Eliminatorias Mundial de Sudáfrica 2010 | Sudáfrica              | 7°lugar 23pts          | Eliminado              | 9  | 1  | 1    |
| Total en Eliminatorias                  | Total en Eliminatorias | Total en Eliminatorias | Total en Eliminatorias | 10 | 1  | 1    |

### Participaciones enCopas Oro
| Torneo        | Sede           | Resultado   | PJ | GA | Asis |
| ------------- | -------------- | ----------- | -- | -- | ---- |
| Copa Oro 2005 | Estados Unidos | Semifinales | 5  | 0  | 0    |

### Goles internacionales
| # | Fecha                    | Lugar                               | Rival    | Gol | Resultado | Competición                |
| - | ------------------------ | ----------------------------------- | -------- | --- | --------- | -------------------------- |
| 2 | 8 de julio de 2007       | Estadio Monumental (Perú), Perú     | Perú     | 1-0 | 2-2       | Amistoso                   |
| 3 | 12 de septiembre de 2007 | Nemesio Camacho El Campín, Colombia | Paraguay | 1-0 | 1-0       | Amistoso                   |
| 4 | 26 de marzo de 2008      | Lockhart Stadium, Estados Unidos    | Honduras | 1-1 | 1-2       | Amistoso                   |
| 5 | 28 de marzo de 2009      | Nemesio Camacho El Campín, Colombia | Bolivia  | 2-0 | 2-0       | Clasificación Mundial 2010 |

## Estadísticas
- Fuente: fichajes.com y Ceroacero.es

| Boyacá Chicó · Colombia | 2.ª           | 2002          | 3   | 0  | -  | -  | -  | -  | -  | -  | 3   | 0    | 0,00 |
| Boyacá Chicó · Colombia | 2.ª           | 2003          | 13  | 2  | -  | -  | -  | -  | -  | -  | 13  | 2    | 0,15 |
| Boyacá Chicó · Colombia | 1.ª           | 2004          | 10  | 3  | -  | -  | -  | -  | -  | -  | 10  | 3    | 0,30 |
| Boyacá Chicó · Colombia | 1.ª           | 2005          | 17  | 8  | -  | -  | -  | -  | -  | -  | 17  | 8    | 0,47 |
| Internacional · Brasil | 1ª            | 2005          | 10  | 4  | 0  | 0  | 0  | 0  | 0  | 0  | 10  | 4    | 0,40 |
| Internacional · Brasil | 1ª            | 2006          | 24  | 2  | 4  | 4  | 0  | 0  | 8  | 4  | 36  | 10   | 0,19 |
| Internacional · Brasil | Total club    | Total club    | 34  | 6  | 4  | 4  | 0  | 0  | 8  | 4  | 46  | 14   | 0,30 |
| Porto Portugal |               |               |     |    |    |    |    |    |    |    |     |      |      |
| 1ª | 2007          | 6             | 0   | -  | -  | 0  | 0  | 0  | 0  | 6  | 0   | 0,00 |      |
| Total club | Total club    | 6             | 0   | -  | -  | 0  | 0  | 0  | 0  | 6  | 0   | 0,00 |      |
| Racing Estrasburgo Francia |               |               |     |    |    |    |    |    |    |    |     |      |      |
| 1.ª | 2007-08       | 28            | 9   | -  | -  | 2  | 0  | 8  | 3  | 38 | 12  | 0,31 |      |
| Total club | Total club    | 28            | 9   | -  | -  | 2  | 0  | 8  | 3  | 38 | 12  | 0,31 |      |
| Sporting Braga Portugal |               |               |     |    |    |    |    |    |    |    |     |      |      |
| 1ª | 2008-09       | 28            | 6   | -  | -  | 1  | 0  | 16 | 4  | 45 | 10  | 0,22 |      |
| Atlético Mineiro · Brasil |               |               |     |    |    |    |    |    |    |    |     |      |      |
| 1.ª | 2009          | 15            | 1   | -  | -  | 0  | 0  | 1  | 0  | 16 | 1   | 0,06 |      |
| Total club | Total club    | 15            | 1   | -  | -  | 0  | 0  | 1  | 0  | 16 | 1   | 0,06 |      |
| Sporting Braga Portugal |               |               |     |    |    |    |    |    |    |    |     |      |      |
| 1.ª | 2009-10       | 12            | 3   | -  | -  | 2  | 0  | 0  | 0  | 14 | 3   | 0,21 |      |
| Total club | Total club    | 40            | 9   | -  | -  | 3  | 0  | 16 | 4  | 59 | 13  | 0,22 |      |
| Once Caldas · Colombia |               |               |     |    |    |    |    |    |    |    |     |      |      |
| 1.ª | 2011          | 14            | 10  | -  | -  | 0  | 0  | 8  | 5  | 22 | 15  | 0,68 |      |
| Total club | Total club    | 14            | 10  | -  | -  | 0  | 0  | 8  | 5  | 22 | 15  | 0,68 |      |
| Santos · Brasil |               |               |     |    |    |    |    |    |    |    |     |      |      |
| 1.ª | 2011          | 8             | 1   | 0  | 0  | 0  | 0  | 0  | 0  | 8  | 1   | 0,13 |      |
| 1.ª | 2012          | 5             | 1   | 8  | 0  | 0  | 0  | 1  | 0  | 14 | 1   | 0,07 |      |
| Total club | Total club    | 13            | 2   | 8  | 0  | 0  | 0  | 1  | 0  | 22 | 2   | 0,09 |      |
| Millonarios · Colombia |               |               |     |    |    |    |    |    |    |    |     |      |      |
| 1ª | 2012          | 14            | 5   | -  | -  | -  | -  | 9  | 5  | 23 | 10  | 0,43 |      |
| 1ª | 2013          | 37            | 13  | -  | -  | 12 | 7  | 5  | 1  | 54 | 21  | 0,38 |      |
| Total club | Total club    | 51            | 18  | -  | -  | 12 | 7  | 14 | 6  | 77 | 31  | 0,40 |      |
| Racing Argentina |               |               |     |    |    |    |    |    |    |    |     |      |      |
| 1.ª | 2014          | 3             | 0   | -  | -  | 1  | 0  | 0  | 0  | 4  | 0   | 0,00 |      |
| Total club | Total club    | 3             | 0   | -  | -  | 1  | 0  | 0  | 0  | 4  | 0   | 0,00 |      |
| La Equidad · Colombia |               |               |     |    |    |    |    |    |    |    |     |      |      |
| 1.ª | 2015          | 18            | 5   | -  | -  | 2  | 0  | 0  | 0  | 20 | 5   | 0,25 |      |
| Total club | Total club    | 18            | 5   | -  | -  | 2  | 0  | 0  | 0  | 20 | 5   | 0,25 |      |
| Boyacá Chicó · Colombia |               |               |     |    |    |    |    |    |    |    |     |      |      |
| 1.ª | 2016          | 15            | 5   | -  | -  | 1  | 1  | 0  | 0  | 16 | 6   | 0,37 |      |
| Total club | Total club    | 58            | 18  | -  | -  | 1  | 1  | 0  | 0  | 59 | 19  | 0,32 |      |
| Tubarão · Brasil |               |               |     |    |    |    |    |    |    |    |     |      |      |
| Reg. | 2017          | -             | -   | 15 | 11 | -  | -  | -  | -  | 15 | 11  | 0,73 |      |
| Total club | Total club    | 0             | 0   | 15 | 11 | 0  | 0  | 0  | 0  | 15 | 11  | 0,73 |      |
| Guarani · Brasil |               |               |     |    |    |    |    |    |    |    |     |      |      |
| 2.ª | 2017          | 4             | 0   | 0  | 0  | -  | -  | -  | -  | 4  | 0   | 0,00 |      |
| Total club | Total club    | 4             | 0   | 0  | 0  | 0  | 0  | 0  | 0  | 4  | 0   | 0,00 |      |
| Total carrera | Total carrera | Total carrera | 284 | 78 | 27 | 15 | 21 | 8  | 56 | 22 | 388 | 123  | 0,31 |
| (1) Incluye datos de la Campeonato Paulista (2012). (2) Incluye datos de la Copa de Portugal y Copa de la Liga de Portugal (2008-2009, 2010), Superliga de Colombia (2013) y Copa Colombia (2013). (3) Incluye datos de la Liga Europea de la UEFA (2008/09) y Copa Libertadores de América (2006, 2011, 2012 y 2013). (4) Media de goles por encuentro. No incluye goles en partidos amistosos. |               |               |     |    |    |    |    |    |    |    |     |      |      |

### Resumen estadístico
| Competición                  | Partidos | Goles | Promedio |
| ---------------------------- | -------- | ----- | -------- |
| Liga                         | 284      | 78    | 0,27     |
| Copa Estatal                 | 27       | 15    | 0,57     |
| Copas nacionales             | 21       | 8     | 0,38     |
| Copas internacionales        | 56       | 22    | 0,39     |
| Selección de Colombia        | 23       | 5     | 0,21     |
| Selección de Colombia Sub-20 | 12       | 3     | 0,25     |
| Total carrera                | 423      | 131   | 0,30     |

### Hat-tricks
| 1 | 29 de marzo de 2017 | Olímpico Domingos Silveira, Santa Catarina | Tubarao F.C. - Internacional SC |  | 6 - 0 | Campeonato Catarinense |

## Palmarés

### Torneos nacionales
| Título                        | Club               | País      | Año  |
| ----------------------------- | ------------------ | --------- | ---- |
| Primera B                     | Boyacá Chicó F. C. | Colombia  | 2003 |
| Primeira Liga                 | F. C. Porto        | Portugal  | 2007 |
| Campeonato Paulista           | Santos F. C.       | Brasil    | 2012 |
| Primera A                     | Millonarios F. C.  | Colombia  | 2012 |
| Primera División de Argentina | Racing Club        | Argentina | 2014 |

### Torneos internacionales
| Título              | Club                | País     | Año  |
| ------------------- | ------------------- | -------- | ---- |
| Sudamericano Sub-20 | Selección Colombia  | Colombia | 2005 |
| Copa Libertadores   | S. C. Internacional | Brasil   | 2006 |

### Distinciones individuales
| Distinción                                     | Año  |
| ---------------------------------------------- | ---- |
| Goleador de la Copa Sudamericana (5 goles)     | 2012 |
| Goleador del Campeonato Catarinense (11 goles) | 2017 |